# どことなくなんとなく
『どことなくなんとなく』は、藤子・F・不二雄（発表時は藤子不二雄名義）の読み切り漫画作品。1975年『ビッグコミック』5月10日号に掲載。『藤子・F・不二雄 SF短編PERFECT版』第2集に収録。
2023年にNHK BSプレミアム、BS4Kで放映される『藤子・F・不二雄 SF短編ドラマ』の一編としてドラマ化される。#ドラマ版参照。

## 概要
1974年にベストセラーになった『ノストラダムスの大予言』など、当時の「終末ブーム」を反映した作品群の一つ。前年に発表された『間引き』、『箱舟はいっぱい』、翌76年発表の『みどりの守り神』なども同じく終末を描いたSF作品である。

## あらすじ
主人公の天地はあるときから「白い夜」の夢を見るようになった。それ以来、普段通りの生活の中で「どことなくなんとなく」感じる違和感が大きくなっていく。ノイローゼを心配した友人の「きみ」は天地を山歩きに誘う。

## 登場人物
天地
妻子もちのサラリーマン。「白い夜」の夢を見た晩をさかいに世の中に実在感が感じられなくなってしまった。
天地の妻
ノイローゼ気味の天地を心配し、友人である「きみ」に山登りに誘ってもらうよう頼む。
きみ
天地の子供の頃からの友人。本作は天地が山登りをしながら「きみ」に悩みを相談するという筋立てで進行する。
謎の声々
ラストシーンに登場する声だけの存在。天地に「白い夜」に関する事実を語る。

## ドラマ版
藤子・F・不二雄 SF短編ドラマの1作としてドラマ化。
出演予定
- 岡山天音 - 天地
- 竜星涼 - 友人
- 西野七瀬 - 天地の妻